# История провинции Цзянси
История провинции Цзянси — цепь важнейших событий от доисторической эпохи до нового времени, происходивших на территории современной китайской провинции Цзянси.

## Доисторическая и ранняя историческая эпоха
Находки, сделанные в пещере Сяньжэньдун на территории уезда Ваньнянь свидетельствуют, что люди жили здесь уже 18 тысяч лет назад. Находки, сделанные в 1973 году в волости Учэн уезда Чжаншу, относятся к бронзовому веку.
Долина реки Ганьцзян, позволяющая путешествовать между бассейном Янцзы и территорией современной провинции Гуандун, с древних времён имела стратегическое значение. В период Вёсен и Осеней северная часть территории современной провинции Цзянси входила в состав царства У, которое в 473 году до н. э. было завоёвано царством Юэ. В 333 году до н. э. царство Юэ было покорено царством Чу, а царство Чу было в 221 году до н. э. завоёвано царством Цинь, образовавшем первую в китайской истории централизованную империю — империю Цинь.

## Эпоха первых централизованных империй
Империя Цинь была разделена на округа-цзюнь (郡), и освоенные к тому времени земли современной Цзянси оказались в составе Цзюцзянского округа (九江郡), власти которого размещались в Шоучуне. Циньские власти организовали систему военных постов вдоль реки Ганьцзян, охранявших маршрут, связывающий центр страны с землями современной провинции Гуандун.
После смены империи Цинь на империю Хань в 202 году до н.э. из Цзюцзянского округа был выделен Юйчжанский округ (豫章郡), примерно соответствующий территории современной провинции Цзянси; власти которого разместились на территории современного Наньчана. Округ делился на 18 уездов, именно тогда были основаны поселения на месте современных Наньчана, Ганьчжоу и Цзианя.

## Эпоха Троецарствия, империя Цзинь, эпоха Южных и Северных династий
В эпоху Троецарствия эти земли находились в составе царства У, и в основном избежали боевых действий.
Во времена империи Цзинь после того, как север страны был захвачен кочевниками и на юг хлынули огромные массы беженцев, значительная часть переселенцев с севера осела в районе озера Поянху, что привело к большому подъёму сельского хозяйства в том регионе.
В эпоху Южных и Северных династий эти земли входили в состав южных империй, и служили одним из основных источников продовольствия для страны.

## Эпохи Суй и Тан
После объединения китайских земель в империю Суй земли современной Цзянси были разделены на 7 округов-цзюнь, в которых было 24 уезда. После смены империи Суй на империю Тан эти земли были разделены на 8 областей-чжоу, в составе которых было 37 уездов.
В первой половине VIII века по инициативе главного министра Чжан Цзюлина в стране была развёрнута сеть почтовых станций, и долина реки Ганьцзян стала важным элементом системы транспорта и связи, соединяющей центр страны с южными регионами.
После мятежа Ань Лушаня на юг опять хлынули огромные массы населения. На этот раз люди расселялись не только в районе реки Янцзы и озера Поянху, но и стали осваивать менее ровные районы, лежащие южнее — в частности, именно тогда началось развитие территории современного Цзиндэчжэня.

## Эпоха 5 династий и 10 царств
После распада империи Тан эти земли сначала вошли в состав государства У, а затем оказались в составе Южной Тан.

## Империя Сун
Империя Сун была разделена на регионы-лу, и основная часть современной Цзянси оказалась в составе Цзяннаньсиского региона (江南西路), а оставшаяся часть — в составе Цзаннаньдунского региона (江南东路).
После захвата северной части страны киданями на юг в третий раз хлынули огромные массы беженцев, которые во многом поселялись именно на этих землях.

## Империя Юань

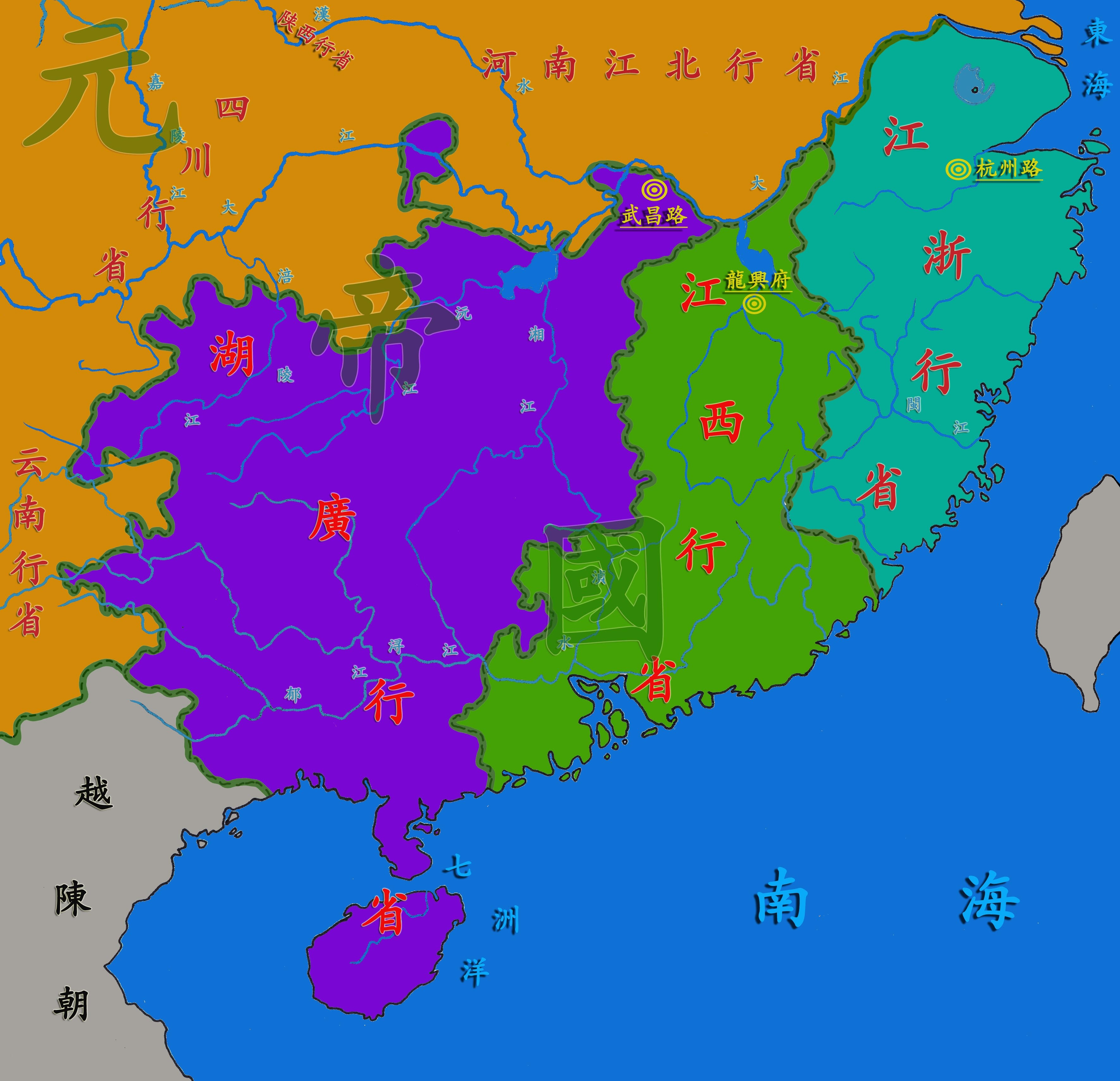
Южный Китай в эпоху Юань. Территория, подконтрольная Цзянсискому син-чжуншушэну, закрашена зелёным цветом

После того, как в XIII веке китайские земли были завоёваны монголами, власти монгольской империи Юань разделили страну на крупные регионы, управляемые син-чжуншушэнами. Одной из этих управляющих структур стал Цзянсиский син-чжуншушэн (江西行中书省), управлявший основной частью территорий современных провинций Цзянси и Гуандун.

## Империя Мин
После свержения власти монголов и образования империи Мин поначалу были сохранены административные структуры империи Юань. Однако уже в 1376 году вместо син-чжуншушэнов провинции стали управляться чиновниками в ранге бучжэнши (布政使), и при этом гуандунские земли были переданы под управление отдельного чиновника-бучжэнши, в результате чего провинция Цзянси приобрела современные границы.
Следующим после провинций-шэн уровнем административного деления были управы-фу. Цзянсискому бучжэнши подчинялись власти 13 управ, а им — власти 78 уездов.

## Империя Цин
Власти империи Цин в целом сохранили административное деление времён империи Мин, однако произошло перераспределение полномочий внутри управляющих структур: основными делами провинции стали заниматься чиновники в ранге сюньфу (巡抚), а чиновники в ранге бучжэнши стали их подчинёнными.
В середине XIX века во время восстания тайпинов провинция Цзянси стала местом боевых действий между войсками тайпинов и Сянской армией, что нанесло ей огромный ущерб.
После поражения империи Цин в Опиумных войнах в соответствии с Тяньцзинским договором и Пекинским договором в 1861 году в Цзюцзяне был открыт для торговли с иностранцами речной порт, и образовалась Цзюцзянская британская концессия.
В конце XIX века в связи с развитием угледобычи на Аньянских угольных копях начался рост Пинсяна, ставшего одним из главных центров тяжёлой промышленности в стране.

## Новое и Новейшее время
После того, как на завершающем этапе Северного похода гоминьдановцы устроили в 1927 году антикоммунистические акции, распространившиеся на всю контролируемую ими территорию, часть войск НРА 1 августа 1927 восстала в Наньчане и перешла на сторону коммунистов. Позднее часть провинции заняли коммунисты, в 1931 была образована Китайская Советская Республика с центром в Жуйцзине, который называли «Красной столицей». В 1935 коммунисты после серии поражений были вытеснены, после чего начался Великий Поход легендарной Восьмой Армии в Яньань.
На завершающем этапе гражданской войны войска коммунистов заняли Цзянси в августе 1949 года. После провозглашения КНР провинция, как и остальные части страны, была разделена на ряд «специальных районов». Административное деление провинции, однако, определилось не сразу: с ноября 1949 года южная половина провинции (территория современных городских округов Цзиань и Ганьчжоу) была объединена в Ганьсинаньский административный район (赣西南行署区, «административный район юго-запада реки Ганьцзян»). В 1951 году он был упразднён, но в 1954—1964 годах территория современного городского округа Ганьчжоу являлась Ганьнаньским административным районом (赣南行政区, «административный район к югу от реки Ганьцзян»). В 1953 году Цзиндэчжэнь был подчинён напрямую провинциальным властям. В 1960 году в прямое подчинение провинциальным властям перешли Синьюй и Интань, а с 1970 года в прямое подчинение властям провинции перешёл Пинсян. В 1960-70-х годах Цзинганшань в связи со своим особым значением для истории китайской революции также подчинялся напрямую провинциальным властям.
В начале 1970-х годов «специальные районы» были переименованы в «округа». К концу XX века все округа были преобразованы в городские округа.